# Sitzendes Paar

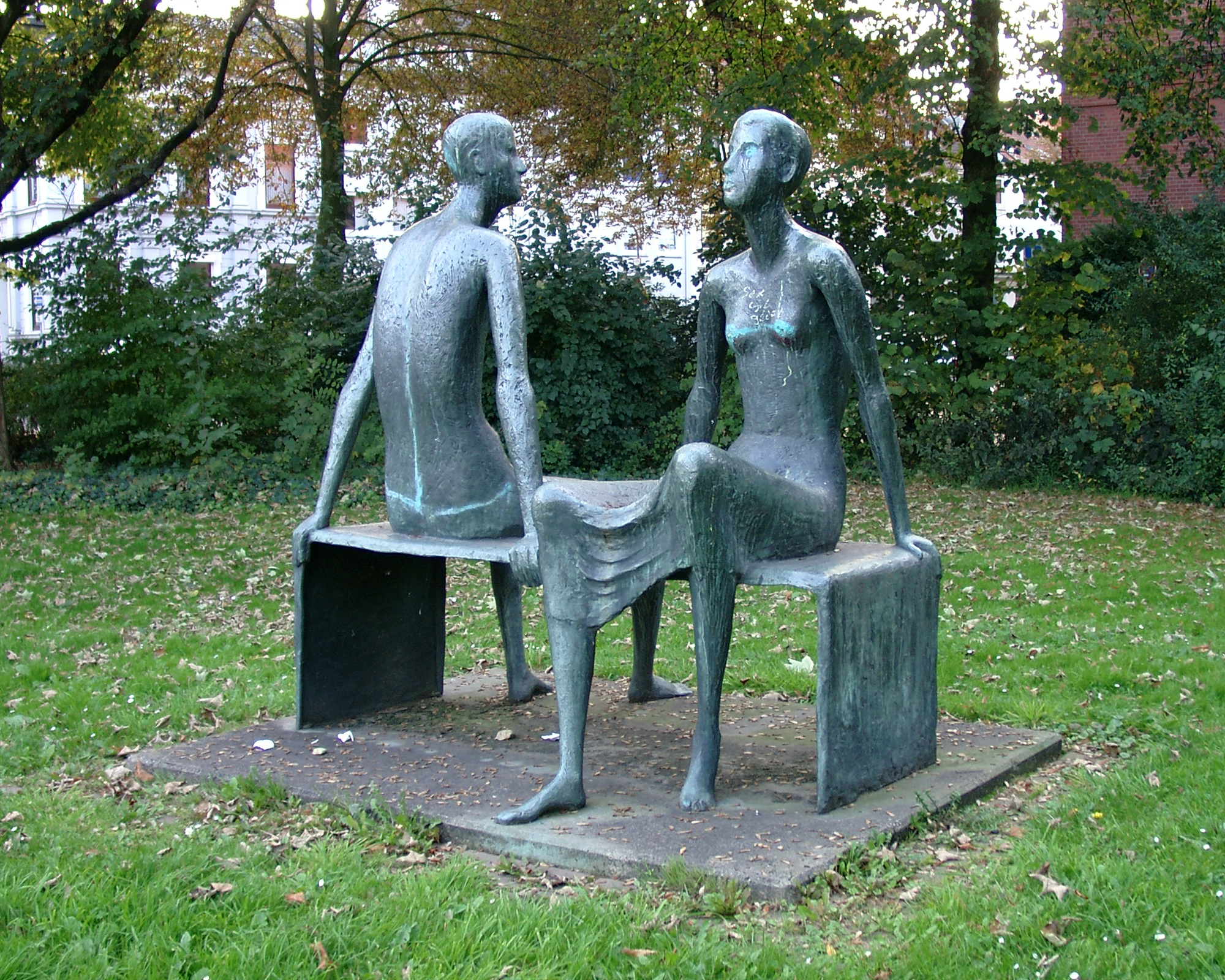
Sitzendes Paar

Die Skulptur Sitzendes Paar steht in der Bremer Neustadt in der zu den Neustadtswallanlagen zählenden Grünanlage an der Schulstraße Ecke Neustadtscontrescarpe, Nähe Leibnizplatz. Sie wird in der Liste der Denkmale und Standbilder der Stadt Bremen geführt. 
Die beiden Sitzenden im Stil der klassischen Modernen entstanden 1973 in Bronze nach einem Entwurf der Bildhauerin Alice Peters-Ohsam. Von ihr stammen in Bremen auf Schulhöfe und Plätze u. a. Die Sinnende (1960) in Vegesack, 2 Knaben im Gespräch (1963) in der Östlichen Vorstadt, Sitzender Knabe (1964) in Hemelingen, eine Brunnenwand mit Wasserspielen (1974) in Burglesum, Tierplastiken wie Hahn, Flusspferde, Kraniche, Fuchs und Reiher (1964 bis 1970).
„Mann und Frau auf der Bank, nicht nebeneinander, sondern versetzt … sie wirken entspannt – eine Aufforderung an Passanten, ebenfalls inne zu halten und zur Ruhe zu kommen,“ so beschreibt der Weser-Kurier die Skulptur.